# St. Johannes Baptist (Hiltersried)

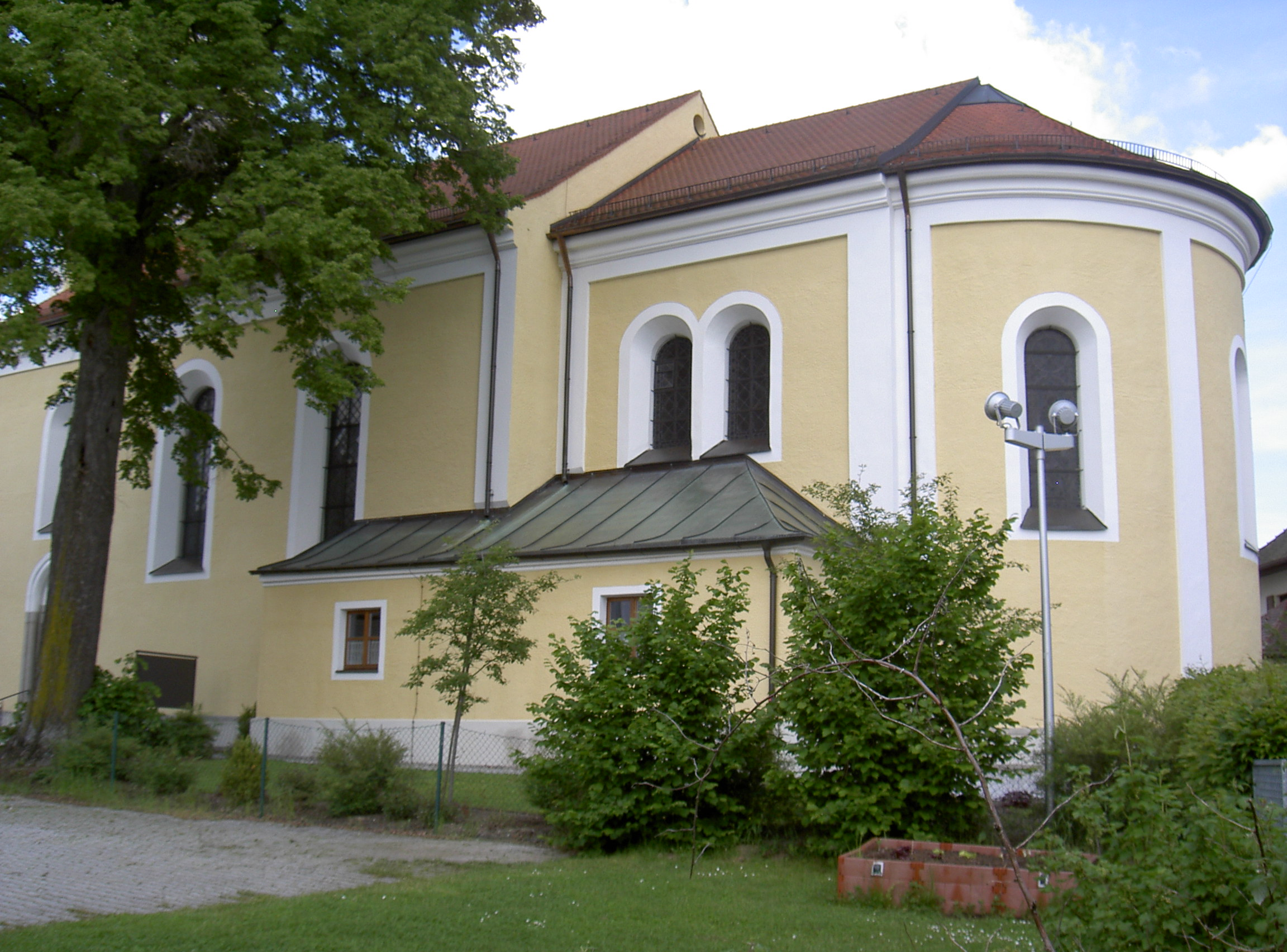
St. Johannes Baptist (Hiltersried)

Die römisch-katholische, denkmalgeschützte Pfarrkirche St. Johannes Baptist steht in Hiltersried, einem Gemeindeteil der Gemeinde Schönthal im Landkreis Cham der Oberpfalz. Sie gehört zum Dekanat Cham im Bistum Regensburg. Das Bauwerk ist unter der Denkmalnummer D-3-72-157-11 als Baudenkmal in die Bayerische Denkmalliste eingetragen.

## Beschreibung
Die giebelständige Saalkirche wurde 1878 neu erbaut. Sie besteht aus einem Langhaus, einem eingezogenen Chor im Südosten, der mit einer halbrunden Apsis abgeschlossen ist, und einem Fassadenturm im Nordwesten, dessen oberstes Geschoss, der mit einem Bogenfries unterhalb seines Giebels verziert ist, die Turmuhr und den Glockenstuhl beherbergt, und auf dem ein spitzer Helm sitzt.
Der Innenraum des Langhauses ist mit einer Flachdecke überspannt, der des Chors mit einem Kreuzrippengewölbe. Die nazarenischen Deckenmalereien stammen aus der Erbauungszeit. Zur Kirchenausstattung gehört ein neuromanischer Hochaltar, dessen Altarretabel von 1897 den Herodianischen Tempel zeigt.